# René Cremer
René Cremer is een Nederlandse honkballer.
Cremer komt sinds 2003 uit voor het eerste team van de hoofdklassevereniging Corendon Kinheim uit Haarlem waarmee hij in 2006  2007 en 2011 het landskampioenschap, de Holland Series, won en in 2007 en 2009 de Europacup voor landenteams. Hiervoor speelde hij 2 seizoen hoofdklasse voor Almere, waar hij de hele jeugdopleiding doorliep. In 2007 en 2010 werd hij tevens geselecteerd voor het Nederlands honkbalteam. Hiervoor speelde hij al in Jong Oranje. Cremer slaat en gooit rechtshandig en is binnenvelder. Inmiddels speelt hij al jaren in het driemteam van Kinheim.